# The International 2017
The International 2017 (TI7) es la séptima edición de The International, un campeonato anual de Dota 2 patrocinado por la empresa desarrolladora de juegos Valve Corporation. El campeonato comienza con una fase de clasificación iniciada en junio de 2017 y termina luego del evento principal en el KeyArena en Seattle, en agosto del mismo año. Tal como en los torneos anteriores, se entrega el mayor pozo de un e-sport en la historia de los videojuegos. En esta versión alcanza la suma es de $23,357,179 USD, donde el equipo ganador obtiene para sí $10 millones de dólares. Estas cifras rompen el récord del campeonato del año 2016.

## Formato

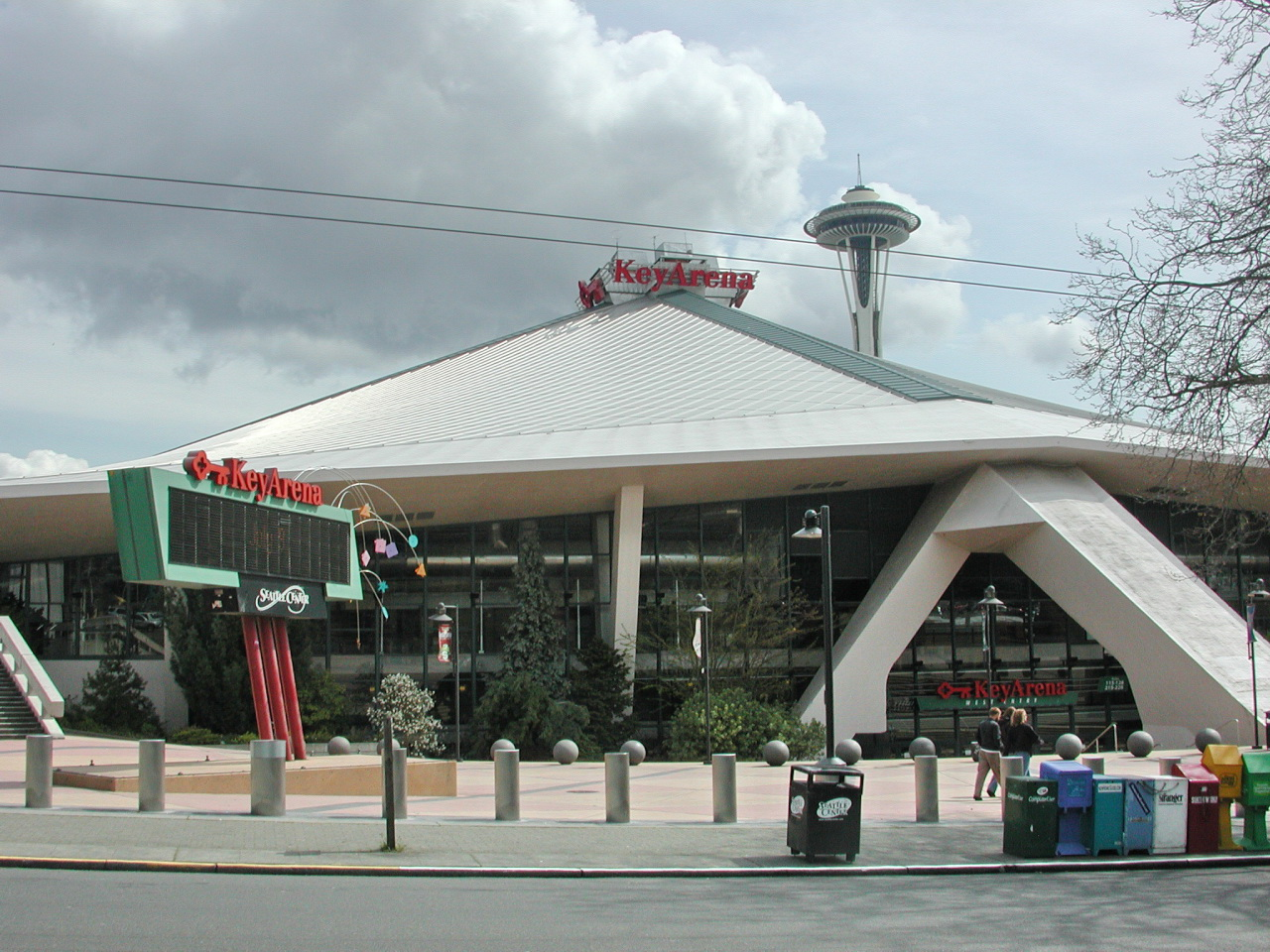
El KeyArena en Seattle. Donde toma lugar el campeonato

Tal como los años anteriores del campeonato, se lanzó antes del evento, un pase de batalla a USD$ 9,99 llamado «compendium» o «Battle Pass», donde el dinero recaudado se maneja como un micromecenazgo., donde el 25% de los ingresos pasa directamente al pozo general del campeonato, el resto para Valve.
Champions Qualifiers
También conocido como Champions Cup, es entre el 20 y 22 de junio de 2017, donde más de 32 equipos de alto ranking se enfrentan al mejor de una partida (en inglés se le conoce como «Bo1») en un sistema de eliminación directa. Desde la semifinal en adelante se juega al mejor de 3 partidas (en inglés se le conoce como «Bo3»). Los ganadores pasan directo al Main Qualifiers.
Clasificaciones Abiertas (Open Qualifiers)
Es desde el 22 al 26 de junio de 2017 y participan más de 1024 equipos de las 6 regiones: Norteamérica, Sudamérica, Europa, China, CIS y Sudeste Asiático. Compiten en un sistema de eliminación directa al mejor de una partida. Desde la semifinal en adelante es al mejor de 3 partidas. Valve invita al público en general inclusive a participar.
Clasificatorias Principales (Main Qualifiers)
Es desde el 26 al 30 de junio de 2017. Son dos fases, la fase uno se juega en un formato todos contra todos (en inglés le llaman «round-robin format») al mejor de una partida. En una fase dos compiten al mejor de 3 partidas (Bo3). Los ganadores de cada una de las 6 regiones de Norteamérica, Sudamérica, Europa, China, CIS y Sudeste Asiático pasan a la Etapa de Grupo.
A la vez, el segundo lugar de Europa, China, Sudeste Asiático y Norteamérica avanzan también a la Etapa de Grupo.
Por otro lado, el tercer lugar de China y Sudeste de Asia avanza también a la Etapa de Grupo.
Etapa de grupos (Group Stage)
Desde el 2 al 6 de agosto. Se unen los 6 equipos invitados con los 12 Ganadores regionales (Regional qualifier) y se arman dos grupos A y B de 9 equipos cada uno. En cada grupo juegan todos contra todos en un sistema de dos partidas (Bo2). Si un equipo gana las dos partidas gana dos puntos y el otro equipo 0, si empata las dos, es 1 punto para cada uno de los equipos, si las pierde es cero punto para él y para el otro 2.
Los mejores 4 equipos de cada grupo (8 equipos en total) avanzan hacia el evento Principal a la llave superior.
El peor equipo tanto del grupo A y B queda eliminado. 
El resto de los equipos, 4 equipos por cada grupo (8 equipos en total), pasan igualmente al Evento Principal a la llave inferior.
Evento Principal (Main Event)
Es desde el 7 al 12 de agosto. Aquí 16 equipos competirán bajo un sistema de eliminación doble en el KeyArena en Seattle.
8 equipos en la parte superior de las llaves y 8 en la parte baja. El ganador de parte baja y el de la parte alta compiten en la gran final, al mejor de 5 partidas.
Tal como en años anteriores del acontecimiento, el periodista del medio KCPQ, Kaci Aitchison de Seattle, se repite el plato en su función como coanfitrión y entrevistador. A la vez, el invitado «de la casa», Paul "ReDeYe" Chaloner, esta vez no fue al evento como en los dos últimos eventos. En cambio, fue reemplazado por quien hace el personaje de Sean «Day[9]» Plott en StarCraft II y por Alex "Machine" Richardson de Counter-Strike: Global Offensive.

## Equipos
Seis equipos son directamente invitados al acontecimiento por ganar torneos importantes, más los 12 que ganaron los regionales hace un total de 18 equipos. En esta versión la novedad fue la expansión de 16 a 18 equipos totales, así como las nuevas regiones de clasificación: América se separó en las regiones de Norteamérica y Sudamérica, y el CIS se separó de la región de Europa. El campeón del The International 2016, Wings Gaming se desarmó al comienzo del 2017 ya que sus miembros tomaron un descanso del mundo profesional de Dota, haciendo que por primera vez en la historia de un The International que un campeón del año anterior no defienda un título. Los dos equipos independientes, Planet Dog y Team NP, firmaron después de la etapa de calificaciones con las organizaciones de eSports HellRaisers y Cloud9. Las reglas del torneo de Valve dejan en libertad si un jugador quiere jugar por otro equipo o empresa sin restricciones.
| Invitados - Evil Geniuses - Invictus Gaming - Newbee - OG - Team Liquid - Virtus.pro | Ganadores regionales (Regional qualifier) - iG Vitality (Ganador de China) - LGD.Forever Young (Finalista de China) - LGD Gaming (Tercer puesto de China) - Team Empire (Ganador de CIS) - Team Secret (Ganador de Europa) - HellRaisers (Subcampeón de Europa) - Cloud9 (Ganador de Norteamérica) - Digital Chaos (Finalista de Norteamérica) - Infamous (Ganador de Sudamérica) - TNC Pro Team (Ganador del Sudeste Asiático) - Fnatic (Finalista del Sudeste Asiático) - Execration (3er lugar del Sudeste Asiático) |

## Etapa de grupo
Estos son los puntajes obtenido en la Etapa de Grupo.

### Grupo A
| Llave en Main Event | Equipo        | Ganadas | Perdidas |
| ------------------- | ------------- | ------- | -------- |
| 1                   | Team Liquid   | 13      | 3        |
| 1                   | LGD Gaming    | 12      | 4        |
| 1                   | Evil Geniuses | 11      | 5        |
| 1                   | TNC Pro Team  | 9       | 7        |
| 2                   | Team Secret   | 7       | 9        |
| 2                   | iG Vitality   | 7       | 9        |
| 2                   | Team Empire   | 6       | 10       |
| 2                   | Infamous      | 5       | 11       |
| Eliminado           | Fnatic        | 2       | 14       |

### Grupo B
| Llave Main Event | Equipo            | Ganadas | Perdidas |
| ---------------- | ----------------- | ------- | -------- |
| 1                | LGD.Forever Young | 14      | 2        |
| 1                | Newbee            | 11      | 5        |
| 1                | Virtus.pro        | 10      | 6        |
| 1                | Invictus Gaming   | 10      | 6        |
| 2                | OG                | 9       | 7        |
| 2                | Cloud9            | 6       | 10       |
| 2                | Digital Chaos     | 6       | 10       |
| 2                | Execration        | 5       | 11       |
| Eliminado        | HellRaisers       | 1       | 15       |

## Evento principal (Main Event)
Esta fase del campeonato se inicia el 7 de agosto y termina con la final el sábado 12 de agosto. El ganador de este año fue Team Liquid con un marcador de 3 a 0 en contra del equipo Newbee en una batalla al mejor de 5 partidas.
| Round 1 (Bo1) | Round 1 (Bo1) | Round 2 (Bo3)     | Round 2 (Bo3) | Round 3 (Bo3) | Round 3 (Bo3) | Round 4 (Bo3)     | Round 4 (Bo3) | Round 5 (Bo3) | Round 5 (Bo3) | Round 6 (Bo3)     | Round 6 (Bo3) | Round 7 (Bo5) | Round 7 (Bo5) |
|               |               | Team Liquid       | 1             |               |               |                   |               |               |               |                   |               |               |               |
|               |               | Invictus Gaming   | 2             |               |               | Invictus Gaming   | 1             |               |               |                   |               |               |               |
|               |               | Newbee            | 2             |               |               | Newbee            | 2             |               |               |                   |               |               |               |
|               |               | Evil Geniuses     | 0             |               |               |                   |               |               |               | Newbee            | 2             |               |               |
|               |               | LGD.Forever Young | 2             |               |               |                   |               |               |               | LGD.Forever Young | 1             |               |               |
|               |               | TNC Pro Team      | 0             |               |               | LGD.Forever Young | 2             |               |               |                   |               |               |               |
|               |               | LGD Gaming        | 0             |               |               | Virtus.pro        | 0             |               |               |                   |               |               |               |
|               |               | Virtus.pro        | 2             |               |               |                   |               |               |               |                   |               | Newbee        | 0             |
|               |               |                   |               |               |               |                   |               |               |               |                   |               |               |               |
| Team Secret   | 1             | Team Liquid       | 2             |               |               |                   |               |               |               |                   |               | Team Liquid   | 3             |
| Execration    | 0             | Team Secret       | 1             | Team Liquid   | 2             |                   |               |               |               |                   |               |               |               |
| Cloud9        | 0             | Evil Geniuses     | 0             | Team Empire   | 0             | Virtus.pro        | 1             |               |               | LGD.Forever Young | 1             |               |               |
| Team Empire   | 1             | Team Empire       | 2             |               |               | Team Liquid       | 2             | Team Liquid   | 2             | Team Liquid       | 2             |               |               |
| OG            | 1             | TNC Pro Team      | 0             |               |               | Invictus Gaming   | 0             | LGD Gaming    | 0             |                   |               |               |               |
| Infamous      | 0             | OG                | 2             | OG            | 0             | LGD Gaming        | 2             |               |               |                   |               |               |               |
| iG Vitality   | 0             | LGD Gaming        | 2             | LGD Gaming    | 2             |                   |               |               |               |                   |               |               |               |
| Digital Chaos | 1             | Digital Chaos     | 0             |               |               |                   |               |               |               |                   |               |               |               |

### TI7 All Star Match
Como se hace en los últimos años, antes de las fases finales se juega una partida especial donde los usuarios de Dota 2 escogen a quien quieren ver jugar, por lo que se arma una partida especial con jugadores mezclados de varios equipos.
| Team Radiant  | Team Radiant | Team Dire | Team Dire     |
| Equipo        | Jugador      | Jugador   | Equipo        |
| Virtus.pro    | RAMZES666    | N0tail    | OG            |
| Evil Geniuses | Sumail       | Miracle-  | Team Liquid   |
| OG            | s4           | UNiVeRsE  | Evil Geniuses |
| iG Vitality   | BoBoKa       | Kaka      | Newbee        |
| Team Liquid   | KuroKy       | Solo      | Virtus.pro    |

| Ganador: Team Radiant |
| Tiempo: 36:13         |

### Dendi vs OpenAI
El día 11 de agosto de 2017 se realizó una partida especial, uno de los mejores jugadores en la actualidad, Dendi (Danylo «Dendi» Ishutin) jugó una partida contra una IA. En este caso el bot es un OpenAI de un grupo llamado «Machine», de la compañía de Elon Musk, empresa relacionada con la tecnología e inventos.
El resultado fue que Dendi perdió 2-0 contra la máquina.

## Legado
Como cada International, desde el año 2014, el acontecimiento rompe el récord mundial en premios, el cual actualmente está por sobre los 23 millones de dólares. Tendrá un documental llamado Eleague: Road To The International Dota 2 Championships, con 4 episodios y que se emitirá por televisión, producido por TBS, y mostrará el camino de varios equipos hasta llegar al campeonato. Tendrá una partida all-star match con un premio de $100,000 dólares que se jugará durante el evento, dónde los equipos están formados por jugadores que la gente escogió en el juego Dota antes del evento. Tal como en años anteriores habrá una competición de cosplay y una competencia de una película corta de Dota 2, con un pozo aparte
Otro legado que dejó el evento, hace referencia a que es el primer año que el famoso jugador Dendi no estuvo en un TI.